# Kūsālār-e Soflá
Kūsālār-e Soflá (persiska: کوسالار سفلی, كوسه لر سفلى, Kūsehlar-e Soflá, كوسِهلَر) är en ort i Iran.   Den ligger i provinsen Västazarbaijan, i den nordvästra delen av landet, 500 km väster om huvudstaden Teheran. Kūsālār-e Soflá ligger 1 288 meter över havet och antalet invånare är 501.
Terrängen runt Kūsālār-e Soflá är mycket platt. Runt Kūsālār-e Soflá är det tätbefolkat, med 319 invånare per kvadratkilometer. Närmaste större samhälle är Mīāndoāb, 9,9 km söder om Kūsālār-e Soflá. Runt Kūsālār-e Soflá är det i huvudsak tätbebyggt.